# Letting Go
 Letting Go (englisch für „Loslassen“) ist ein Lied der britischen Musikgruppe Wings, das 1975 als Single A-Seite veröffentlicht wurde. Es war die elfte Single der Wings, in Deutschland die zwölfte. Komponiert wurde es von Paul McCartney und Linda McCartney.

## Hintergrund
Paul McCartney schrieb Letting Go in 1972 oder 1973 und nahm ein Solo-Demo mit Klavierbegleitung auf.
Wie in vielen Songs von Paul McCartney aus dieser Zeit geht es auch bei Letting Go um seine Frau Linda. McCartney beschreibt sich selbst in einer Beziehung mit einer schönen Frau, aber er bleibt besorgt über die Beziehung. Der Song spiegelt McCartneys Erkenntnis wider, dass er seiner Frau mehr Raum geben musste, damit sie ihren eigenen Interessen nachzugehen kann. Linda hatte ihre Karriere als Fotografin aufgegeben, um sich der Band Wings anzuschließen.
Paul McCartney sagte über Letting Go: „Ich denke, 'Letting Go' ist einer der besseren Songs auf dem Album (Venus and Mars). Ich denke, es ist ein schönes Stück. Es ist eine schöne Melodie und die Kinder singen sie die ganze Zeit. Ich denke, es funktioniert als Track. Es ist mein Lieblingsstück“.
Letting Go ist die zweite Singleauskopplung aus dem Album Venus and Mars und erreichte Platz 41 in Großbritannien und in den USA Platz 39 in den jeweiligen Charts. In Deutschland konnte sich die Single nicht platzieren.
Für Letting Go wurde in 1975 kein Musikvideo hergestellt. Anlässlich einer Wiederveröffentlichung des Albums Venus and Mars wurde im März 2025 für Letting Go ein Video unter der Regie von Phil Mottram veröffentlicht. Das Livevideo wurde 1975 während der Wings over the World-Tour in Großbritannien aufgenommen.
Wings spielten Letting Go während ihrer Welt-Tournee 1975/76 live. Paul McCartney hat den Song während seiner Up And Coming Tour im Jahr 2010 und erneut für die One On One Tour 2016 wieder in sein Liverepertoire aufgenommen.

## Aufnahme

### Albumversion
Letting Go wurde von den Wings am 5. November 1974 in den Abbey Road Studios, London mit Paul McCartney als Produzenten aufgenommen. Geoff Emerick war der Toningenieur der Aufnahmen. Die Overdubs wurden am 6. Februar 1975 in dem Sea-Saint Recording Studio eingespielt. Alan O’Duffy und Biff Dawes waren die Toningenieure der Overdub-Aufnahmen. Die Abmischung erfolgte wahrscheinlich am 15. März 1975 in den Wally Heider Studios. Letting Go war einer von nur drei Venus-and-Mars-Songs, bei denen der Schlagzeuger Geoff Britton zu hören war. Die anderen sind Love In Song und Medicine Jar.
Besetzung:
- Paul McCartney: Gesang, Bassgitarre, E-Gitarre, Elektrisches Klavier, Arrangement
- Linda McCartney: Orgel, Hintergrundgesang
- Denny Laine: Hintergrundgesang
- Jimmy McCulloch: E-Gitarre
- Geoff Britton: Schlagzeug
- Clyde Kerr: Trompete
- John Longo: Trompete
- Tony Dorsey: Arrangement
- Michael Pierce: Saxophon
- Alvin Thomas: Saxophon
- Carl Blouin: Saxophon

### Singleversion
Letting Go wurde von Alan Parsons in Abbey Road Studios für die Veröffentlichung als Single neu abgemischt. Für die neue Version kürzte Parsons die Einleitung und das Ende, machte die Orgel prominenter und entfernte das Echo aus McCartneys Gesang. Die neue Version enthält auch einen neuen Schlagzeugpart von Joe English.

## Coverversionen
Es gibt 5 Coverversionen von Letting Go, es wurde unter anderen von Heart interpretiert.

## Veröffentlichung
- Am 27. Mai 1975 erschien das Album Venus and Mars auf dem sich ebenfalls Letting Go befindet. Im Mai 1996 wurde die CD in einer DTS 5.1-Mix-Version in den USA veröffentlicht. Die Abmischung wurde von Geoff Emerick und Alan O’Duffy sowie Peter Mew vorgenommen.[5]
- Die Singleauskopplung Letting Go / You Gave Me the Answer[6] erfolgte am 5. September 1975 (USA: 29. September 1975). Letting Go wurde am 20. August 1975 von Alan Parsons für die Singleveröffentlichung mit Overdubs überarbeitet und neu abgemischt. Die B-Seite wurde im Vergleich zur Albumversion gekürzt. Die Promotionsingle wurde in den USA wie folgt veröffentlicht: auf der A-Seite befindet sich die Monoversion und auf der B-Seite die Stereoversion des Liedes der A-Seite der Kaufsingle.[7]
- Am 10. Dezember 1976 erschien das Album Wings over America auf dem sich eine Liveversion von Letting Go befindet.
- Am 31. Oktober 2014 (Standard Edition) und am 7. November 2014 (Deluxe Edition) wurde Venus and Mars, zum dritten Mal remastert, von dem Musiklabel Hear Music/Concord Music Group als Teil der Paul McCartney Archive Collection veröffentlicht. Die Standard Edition enthält auch Letting Go [Single Edit].
- Im Oktober und November 2014 wurden drei Gratis-Downloads auf der offiziellen Paul McCartney-Homepage zur Verfügung gestellt, die bisher nicht offiziell erhältlich waren, so auch eine um eine Minute längere Version von Letting Go, die ein paar zusätzliche Gitarrensoli und weniger Bläser enthält.
- Am 2. Dezember 2022 wurde die Singlebox The 7″ Singles Box veröffentlicht, die auch Letting Go enthält.